# Chamaeleo anchietae
Chamaeleo anchietae este o specie de cameleon din genul Chamaeleo, familia Chamaeleonidae, ordinul Squamata, descrisă de Ana Du Bocage în anul 1872.

## Subspecii
Această specie cuprinde următoarele subspecii:
- C. a. anchietae
- C. a. marunguensis
- C. a. mertensi